# Daniel Siemens
Daniel Siemens (* 1975 in Bielefeld) ist ein deutscher Historiker und Professor für Europäische Geschichte an der School of History, Classics and Archaeology der Newcastle University in England.

## Leben
Daniel Siemens studierte von 1996 bis 2002 Geschichte, Literaturwissenschaft und Rechtswissenschaften an der Universität Potsdam, der Université Paul Valéry/Montpellier III und der Freien Universität Berlin. Im Jahr 2006 wurde er bei Wolfgang Hardtwig an der Humboldt-Universität zu Berlin mit der Arbeit A popular expression of individuality: Kriminalität, Justiz und Gesellschaft in der Gerichtsberichterstattung von Tageszeitungen in Berlin, Paris und Chicago, 1919 bis 1933 promoviert. Die Studie wurde im gleichen Jahr mit dem vom Deutschen Historischen Institut Washington D.C. verliehenen Franz Steiner Preis für transatlantische Geschichte ausgezeichnet und 2007 unter dem Titel Metropole und Verbrechen publiziert.
Im Herbst 2006 wechselte Siemens an die Fakultät für Geschichtswissenschaft, Philosophie und Theologie der Universität Bielefeld, wo er im Jahr 2007 Akademischer Rat auf Zeit am von Thomas Welskopp geleiteten Arbeitsbereich Geschichte moderner Gesellschaften wurde. 2009 veröffentlichte Siemens die Monographie Horst Wessel. Tod und Verklärung eines Nationalsozialisten im Siedler-Verlag. Das Buch stieß auf ein großes Medienecho und wurde u. a. von der Süddeutschen Zeitung, der Zeit, der Welt, der Frankfurter Allgemeinen Sonntagszeitung sowie auf 3sat und dem Deutschlandradio besprochen. Der Börsenverein des Deutschen Buchhandels zeichnete das Buch 2010 mit dem Preis „Geisteswissenschaften International“ aus. Eine englische Übersetzung erschien 2013 unter dem Titel The Making of a Nazi Hero: The Murder and Myth of Horst Wessel im Verlag I.B. Tauris, London. Vom BBC History Magazine wurde es als eines der besten Geschichtsbücher des Jahres 2013 ausgezeichnet.
Von 2011 bis 2014 war Siemens als DAAD Francis L. Carsten Lecturer an der School of Slavonic and East European Studies (SSEES), University College London (UCL) tätig, ehe er an die Universität Bielefeld zurückkehrte. Siemens war außerdem Gastdozent an der Universität Bologna und an der Peking-Universität sowie Research Fellow am Center for Advanced Studies (CAS) der Ludwig-Maximilians-Universität München (LMU) und Fellow am Leibniz-Zentrum für Zeithistorische Forschung e. V.
Nach der Habilitation im Januar 2017 an der Universität Bielefeld wurde Siemens zum Privatdozenten ernannt und in den Vorstand des Zentrums für Theorien in der historischen Forschung an der Universität Bielefeld gewählt. Zum Oktober 2017 nahm er einen Ruf der Newcastle University auf einen Lehrstuhl für europäische Geschichte an. Im gleichen Monat erschien sein Buch Stormtroopers: A New History of Hitler's Brownshirts bei Yale University Press, das inzwischen auch in deutscher, polnischer und chinesischer Übersetzung sowie als Sonderausgabe der Bundeszentrale für politische Bildung sowie der Sächsischen Landeszentrale für politische Bildung vorliegt. 2020 veröffentlichte Siemens gemeinsam mit Regina Grundmann und Bernd J. Hartmann das Buch Was soll aus uns werden? Zur Geschichte des Centralvereins deutscher Staatsbürger jüdischen Glaubens im nationalsozialistischen Deutschland. Im Jahr 2020 war Siemens als Honorary Fellow am Historischen Kolleg in München. 2024 wurde er zum Mitglied der Academia Europaea gewählt. 2024 war er auch einer von drei Initiatoren einer Stellungnahme von Wissenschaftlern aus aller Welt gegen den Ausschluss israelischer Wissenschaftler aus dem internationalen Austausch.

## Publikationen (Auswahl)
- Hinter der „Weltbühne“: Hermann Budzislawski und das 20. Jahrhundert. Berlin: Aufbau-Verlag 2022, ISBN 978-3-351-03812-0.[21]
- Was soll aus uns werden? Zur Geschichte des Centralvereins deutscher Staatsbürger jüdischen Glaubens im nationalsozialistischen Deutschland (Berlin: Metropol, 2020)
- Stormtroopers: A New History of Hitler’s Brownshirts (New Haven and London: Yale University Press, 2017);

deutsche Ausgabe: Sturmabteilung: Die Geschichte der SA. München: Siedler 2019, ISBN 978-3-8275-0051-9.
- Populating the Greater Germanic Empire, Themenheft des Journal of Genocide Research 19 (2017), Nr. 2, herausgegeben zusammen mit Gerhard Wolf
- The Trials of Nuremberg and Tokyo Revisited, Themenheft des Journal of Modern European History 14 (2016), Nr. 4, herausgegeben zusammen mit Daniel Hedinger
- The Making of a Nazi Hero: The Murder and Myth of Horst Wessel (London: I.B.Tauris, 2013)
- Biometrie – Sicherheit für den gläsernen Menschen? (Paderborn: Schöningh 2012), herausgegeben zusammen mit Bernd J. Hartmann and Gottfried Vosgerau
- Law and Historiography: Contributions to a New Cultural History of Law, Themenheft von InterDisciplines: Journal of History and Sociology 3 (2012), Nr. 2, herausgegeben zusammen mit Daniel Hedinger
- „Hass und Begeisterung bilden Spalier“: Horst Wessels politische Autobiographie (Berlin: be.bra, 2011), herausgegeben zusammen mit Manfred Gailus
- Horst Wessel: Tod und Verklärung eines Nationalsozialisten (München: Siedler, 2009)
- Metropole und Verbrechen: Die Gerichtsreportage in Berlin, Paris und Chicago 1919–1933 (Stuttgart: Steiner, 2007)